# رود کیتوی
رود کیتوی (به لاتین: Kitoy) یک رود در روسیه است که در بوریاتیا و استان ایرکوتسک واقع شده‌است. شهر آنگارسک برروی این رود قرار دارد.